# Bose SoundLink
Els dispositius Bose SoundLink són altaveus portàtils fabricats per Bose Corporation, els quals poden reproduir música d'un ordinador o un smartphone a través d'una connexió sense fils. Hi ha diversos models, que utilitzen diversos sistemes sense fil, principalment Bluetooth. Tots els sistemes inclouen bateries recarregables, adaptadors externs de corrent alterna, i connectors Jack estàndards de 3.5 mm per connectar fonts sonores per cablejat.

## Models

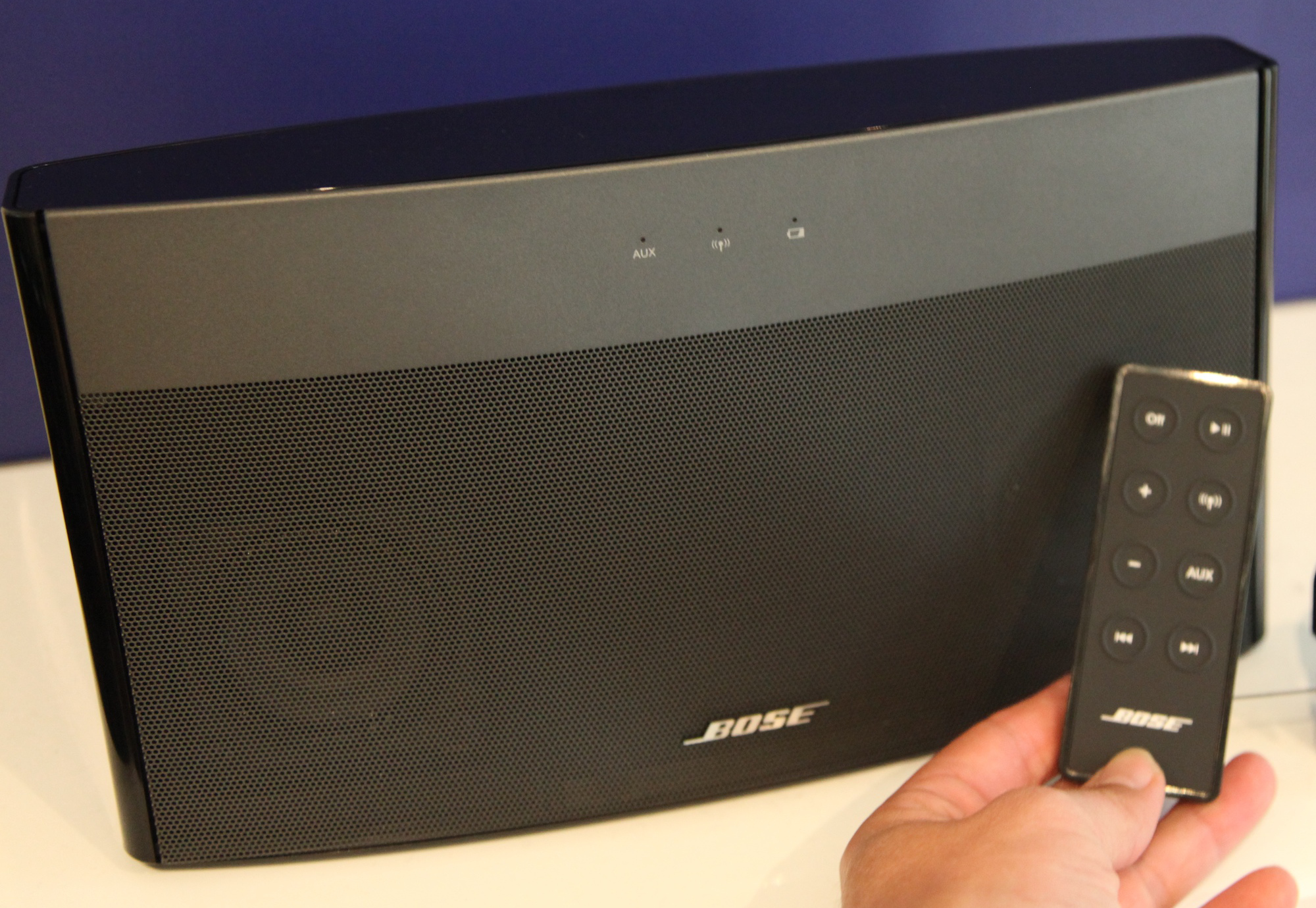
SoundLink Wireless

### SoundLink Wireless
L'agost de 2009, Bose va fabricar el SoundLink Wireless Music System. Aquest consisteix en un altaveu (de 8,4 kg) amb un mànec, un transmissor USB sense fil que es connecta a un ordinador, i un control remot portàtil que controla tan l'altaveu com la font. Bose no divulga el protocol de connexió sense fils, encara que molts usuaris són capaços de connectar-se al sistema mitjançant Bluetooth. El moment en què es va posar a la venda, el seu el preu recomanat als Estats Units era de 550$, el qual molts usuaris consideraven excessiu.

### SoundLink Mobile

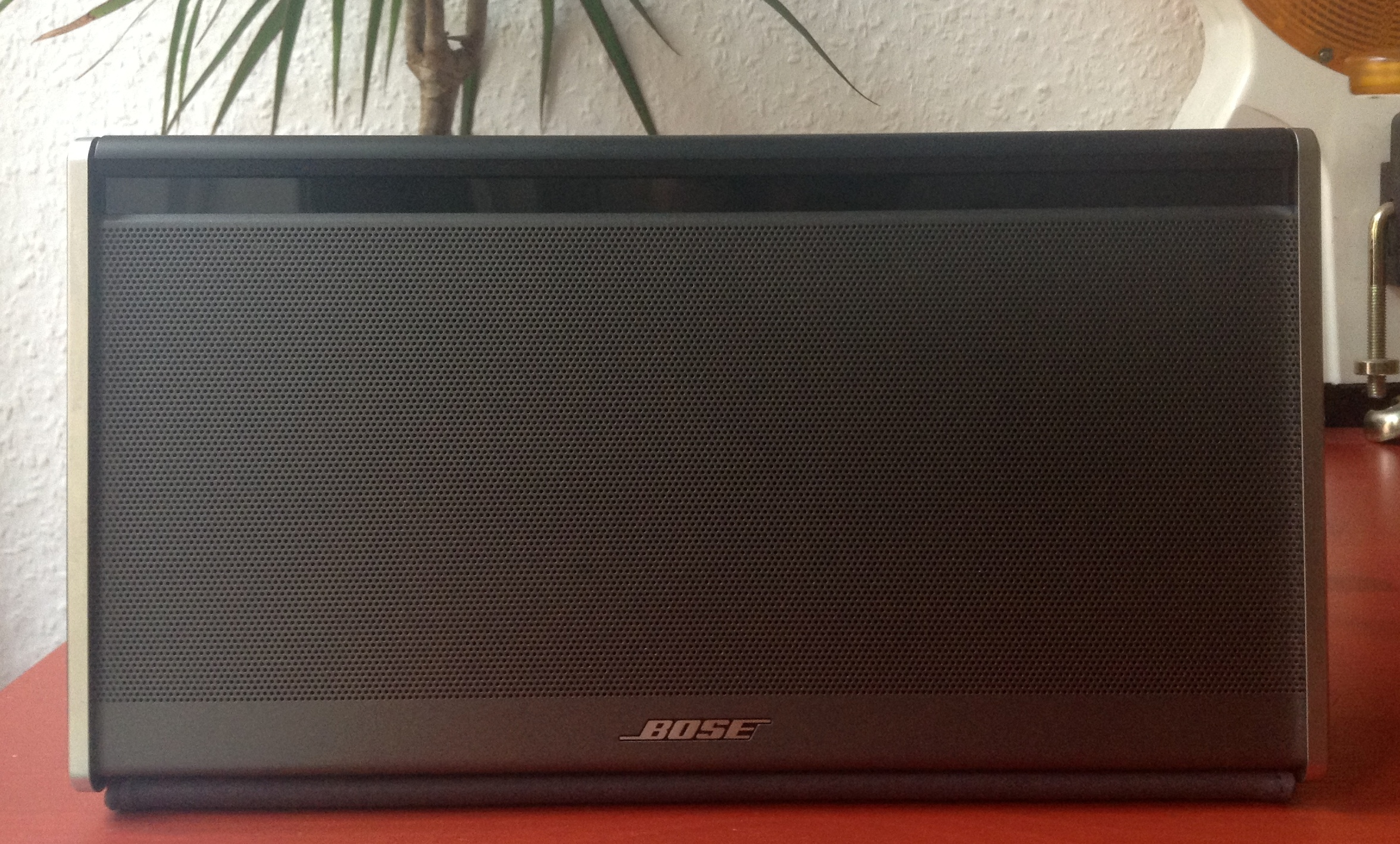
SoundLink Mobile (primera versió)

Fabricat el setembre de 2011, el SoundLink Mobile és molt més petit que l'original SoundLink, i consisteix només en un únic altaveu, de 1,3 kg de pes, i el seu carregador. Funciona només a través de connexió Bluetooth.
Presenta una coberta protectora, la qual recobreix el voltant de la unitat posterior, la base i el panell frontal. La part que cobreix el panell frontal s'aguanta al seu lloc magnèticament, i actua com un interruptor on/off, similar a la funda intel·ligent de l'iPad d'Apple; es plega per sota la unitat per tal d'actuar com a estabilitzador mentre s'utilitza. La coberta estàndard és negre, però les cobertes alternatives també són disponibles en diversos colors i en pell. La coberta és essencialment fixada, sent reemplaçable només amb l'ús d'eines.
Internament, presenta un bateria d'ió liti recarregable, quatre altaveus conductors davanters, i dos radiadors passius oposats (un de cara endavant i un enrere).
El seu preu recomanat als Estats Units era 300$ el moment en què es va posar a la venda. Els crítics van elogiar la seva qualitat de so, la qualitat de complexió, i la portabilitat, però van criticar l'alt preu i la manca d'un micròfon (per habilitar el seu ús com a altaveu telefònic).
La segona versió, el SoundLink Mobile II és similar a l'original, però es distingeix principalment per la part del panell frontal la qual és plegable per la meitat (per reduir l'espai que ocupa el dispositiu quan s'utilitza), i per poder emmagatzemar fins a sis dispositius Bluetooth prèviament emparellats, per habilitar l'automàtica connexió d'aquests.

El SoundLink Mobile III va ser introduït el febrer de 2014, valorat en 300$ als Estats Units. Comparat amb el seu predecessor, l'estil és diferent, canviant la coberta magnètica per una d'opcional disponible en diversos colors. La vida de la bateria i la potència dels altaveus augmenten, igual que la qualitat del so, segons Bose. Els crítics veuen el resultat com a positiu, però alguns critiquen la dependència d'un connector de potència coaxial tradicional per l'adaptador de càrrega en comptes del Micro USB generalment utilitzat en telèfons mòbils moderns.

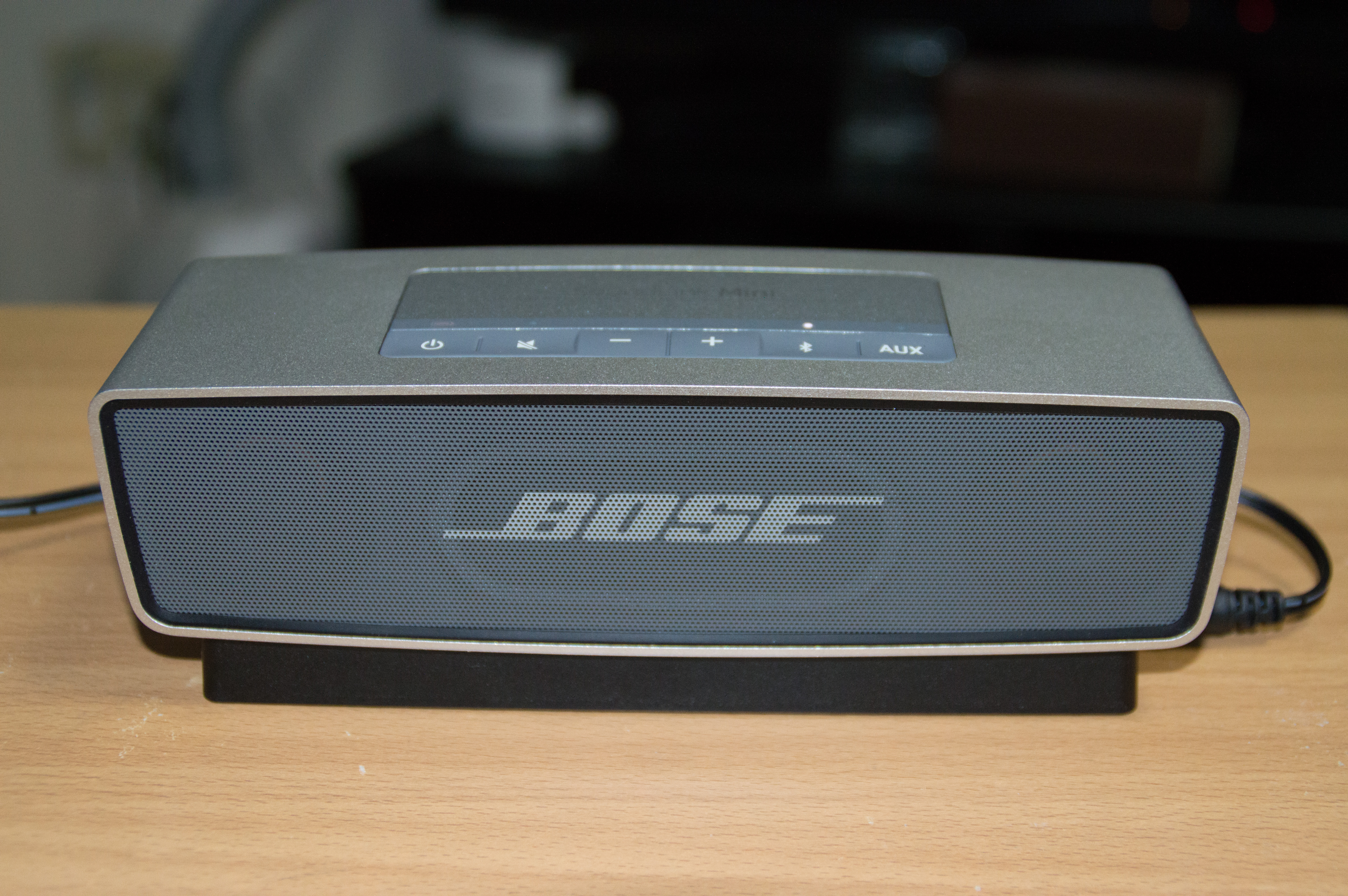
SoundLink Mini en la seva base de càrrega

### SoundLink Mini
El SoundLink Mini és una versió més petita i més lleugera del SoundLink Mobile, va ser introduït el 2013 als Estats Units amb un preu recomanat de 200$. Pesa només 0,7 kg i inclou una base de càrrega i un endoll. La caixa és feta d'alumini sorrejat, i les cobertes protectores són disponibles en colors diferents. Com amb el Soundlink Mobile, els crítics elogien la seva qualitat de so i de complexió, però critiquen la manca d'un micròfon. Mentrestant, hi ha un model més nou el Bose SoundLink Mini II.

### SoundLink Air

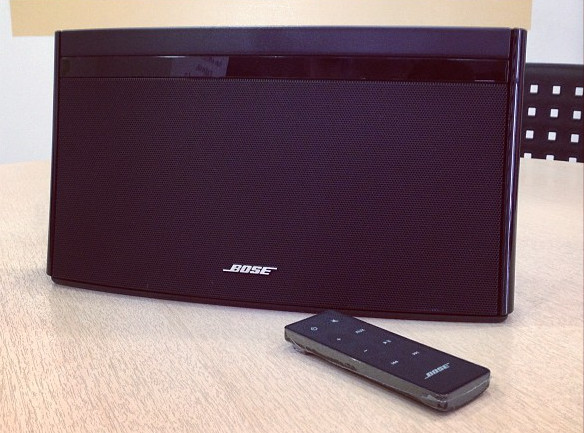
SoundLink Air

El SoundLink Air utilitza el protocol de l'AirPlay d'Apple en comptes de Bluetooth, i està dissenyat per ser utilitzat amb ordinadors i telèfons d'Apple. Va ser introduït el 2013 als Estats Units amb un preu recomanat de 350$.
Els únics controls de l'altaveu són els del volum, al costat; mentre que en el SoundLink Wireless Music System, el control remot controlava tan l'altaveu com la font. El SoundLink Air pesa 2,1 kg, i és potenciat per d'un adaptador d'endoll de paret; a diferència dels altres sistemes SoundLink, la bateria recarregable està disponible com un complement extra opcional. Els crítics elogien la qualitat de so i de complexió, però comenten que els sistemes competents ofereixen una millor experiència i critiquen el preu de la bateria opcional i el volum de l'adaptador d'endoll de paret.

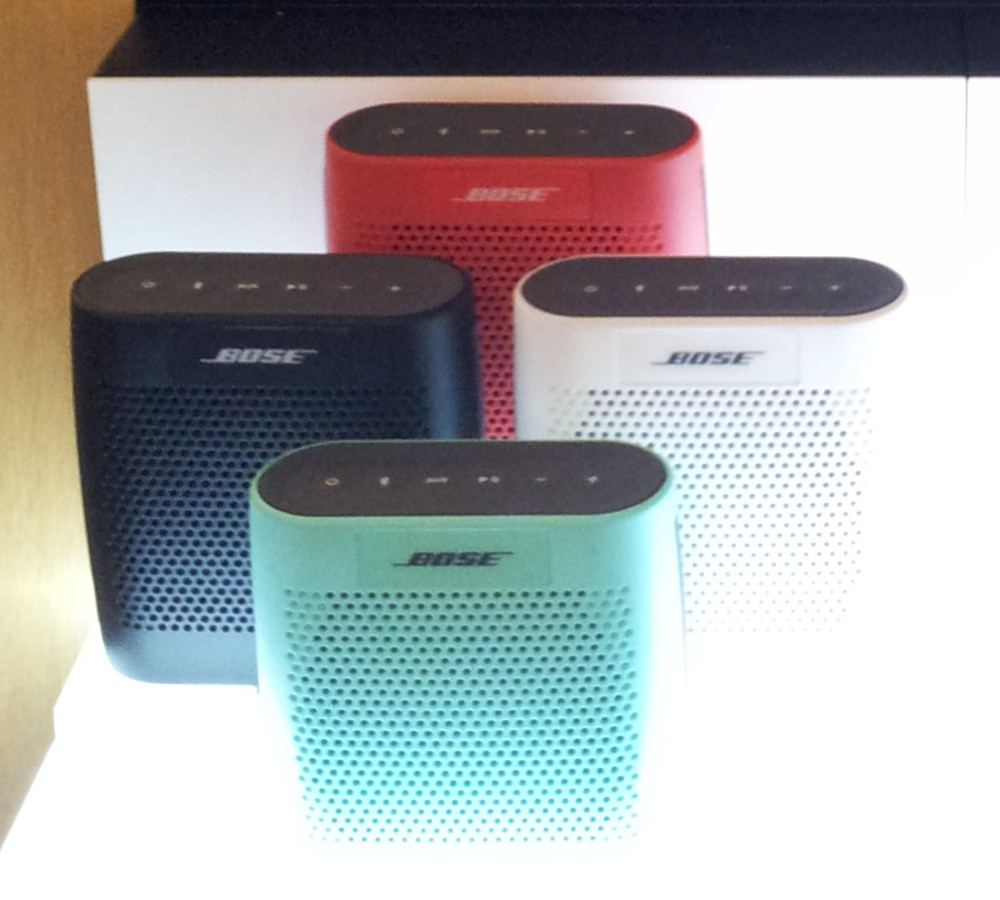
Models del SoundLink Color

### SoundLink Color
El SoundLink Color es va llançar a la venda l'octubre de 2014. És un dispositiu més petit, més lleuger que altres, que cap en una bossa de mà o una butxaca gran, i pesa 0,6 kg. Fabricat en una gamma de colors i amb un preu inicial recomanat als Estats Units de 130$. La síntesi de veu demana ajuda a l'usuari per a la configuració del dispositiu. Es carrega via una entrada Micro USB, permetent l'ús d'un carregador de qualsevol telèfon mòbil, menys d'Apple. Els crítics creuen que està dirigit a un mercat jove conscient del pressupost. Les crítiques són positives, elogiant la qualitat de so i volum, i la seva durabilitat aparent, comparat amb altres del mateix preu. Tot i això, es critica la manca d'un micròfon i el limitat so estereofònic, resultat de la seva mida petita.

### Adaptador Wave SoundLink
A diferència de l'altre dispositiu SoundLink, l'adaptador Wave SoundLink no és una unitat autònoma, però sí un receptor Bluetooth que connecta via cable al sistema d'àudio Bose Wave integrat, cosa que permet que la música sigui retransmesa al sistema des d'un ordinador. Va ser introduït el 2009 als Estats Units amb un preu recomanat de 150$. La caixa consisteix en una unitat sense fils i un transmissor d'USB que es connecta a un ordinador. L'adaptador és controlat pel control remot.